# Gare de Livoberejna
La Gare de Livoberejna (en ukrainien : Лівобережна (зупинний пункт), est une gare ferroviaire du Train urbain électrifié de Kiev en Ukraine.

## Situation ferroviaire
Elle est exploitée par le réseau Ukrzaliznytsia.

## Histoire
Elle fut ouverte en 2011.